# Linares
Linares er en by og kommune i det sydlige Spanien i provinsen Jaén. Den har et indbyggertal på 55.261 (2024) indbyggere.